# Skottland
Skottland (skotsk gaeliska: Alba; engelska och lågskotska: Scotland) är en självstyrande riksdel (constituent country) inom Storbritannien. Skottland upptar den norra tredjedelen av ön Storbritannien och delar gräns med England i söder medan det avgränsas av Nordsjön i öster, Atlanten i norr och väster samt Nordkanalen och Irländska sjön i sydväst. Förutom fastlandet omfattas Skottland av över 790 öar, inklusive Orkneyöarna, Shetlandsöarna och Hebriderna.
Edinburgh, riksdelens huvudstad och näst största stad, är ett av Europas största finansiella centrum. Edinburgh var navet i den skotska upplysningen under 1700-talet, och omvandlade Skottland till ett av de kommersiella, intellektuella och industriella kraftcentrumen i Europa. Glasgow, Skottlands största stad, var en gång en av världens ledande industristäder och ligger nu i centrum av Glasgows storstadsregion. Skottlands territorialvatten som består av ett stort område i Nordatlanten och Nordsjön, innehåller några av de största oljereserverna i Europa. Detta har gett Aberdeen, den tredje största staden i Skottland, titeln Europas oljehuvudstad.
Kungariket Skottland var till 1707 en självständig suverän stat, trots att det hade varit i en personalunion med kungarikena England och Irland sedan 1603, då Jakob VI av Skottland efterträdde de engelska och irländska tronerna. Den 1 maj 1707 trädde Skottland in i en realunion med England för att skapa det förenade Kungariket Storbritannien. Denna union var ett resultat av unionsavtalet 1706 och som antogs genom Unionsakterna och godkändes av parlamenten i båda länderna, trots omfattande protester över hela Skottland. Skottlands rättssystem fortsätter att vara åtskilt från England, Wales och Nordirland, och Skottland konstituerar fortfarande en särskild jurisdiktion i folkrätt och privaträtt.
Den fortsatta existensen av juridiska, utbildningsmässiga och religiösa institutioner skiljer sig från dem i resten av Storbritannien och har alla bidragit till den fortsatta skotska kulturen och dess nationella identitet sedan unionen. Trots att Skottland inte längre är en separat suverän stat, diskuteras fortfarande frågor kring decentralisering och självständighet. Efter skapandet av det decentraliserade skotska parlamentet 1999, valdes den första pro-självständiga skotska regeringen 2007 när Scottish National Party bildade en minoritetsregering.

## Historia

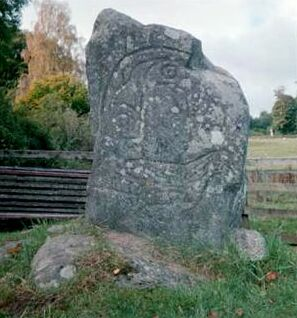
Strathpeffer örnsten (Clach an Tiompain, Strathpeffer Eagle Stone), Highland, piktisk huggen sten, 600-talet-700-talet.

Kungariket Skottland enades politiskt på 800-talet och hade, till skillnad från den södra delen av Storbritannien (dagens England och Wales) inte lytt under Romerska riket. Romarna kallade landet Kaledonien, och folket utgjordes av pikter och britoner, två keltiska folk. Traditionellt brukar det skotiska riket Dalriada (skotsk gaeliska: Dail Riata) anses vara Skottlands föregångare, och Skottlands kungar legitimerade sin ställning genom härstamning från Fergus Mòr, Dalriadas halvmytiske grundare. Dalriadas folk var skoter. Skottland och skottarna är enligt de legender som finns nedtecknade i till exempel Lebor Gabála Érenn uppkallad efter Scota, en mytisk dotter till en farao som senare har föreslagits vara Neferhotep I. Enligt myten bildades Skottland ur Alba, ett kungarike som uppstod genom att Dalriadas kung Kenneth I av Skottland (Kenneth Mac Alpin) besegrade och dödade pikternas ledare 843 och länderna slogs samman. 
Skottland förblev ett självständigt kungarike fram till 1700-talet, med sin egen regentlängd.

### Medeltiden
De första århundradena efter kungadömets bildande expanderade det på ett förhållandevis litet område från Moray ut mot det som sedan blev dagens Skottland. Längst i norr och på de yttre öarna behöll nordiska bosättare kontrollen, medan de skotska kungarna stadigt utvidgade territorierna söderut i norra England. Under medeltiden kallades det även Albania,
Perioden karaktäriserades likväl av ett relativt gott förhållande till Wessex-härskare i England, samtidigt som det pågick intensiv dynastisk oenighet inom landet. En gång, efter en invasion av kungadömet i Strathclyde med kung Edmund I av England år 945, övertogs provinsen av kung Malcolm I av Skottland. Under kung Indulf av Skottlands regeringstid, 954-962, erövrade skottarna den fästning som senare fick namnet Edinburgh. Det blev deras första fäste i Lothian, och kung Malcolm II av Skottlands regim markerade ett tätare inlemmande av dessa områden med Skottland. Men det kritiska året var kanske 1018, då Malkolm II besegrade northumbrerna i slaget vid Carham.

### Normandernas tid
Den normandiska erövringen av England 1066 medförde en kedja av händelser som drev det skotska kungadömet bort från dess gaeliska rötter. Malcolm III av Skottland gifte sig med prinsessan Margareta, syster till Edgar Ætheling, den avsatte anglosaxiske tronpretendenten i England, som fick stöd från Skottland. Margareta spelade huvudrollen i reduceringen av inflytandet från den keltiska kristendomen och när hennes yngsta son blev kung, som David I av Skottland inbjöd han normandiska adelsmän till landet. Dessa bidrog till en normandisk feodalisering av Skottland. David grundlade ett antal stadskärnor för att utveckla handeln med kontinenten och Skandinavien. Han gifte sig med en normandiska och vid slutet av 1200-talet var ett antal av adelsfamiljerna i Skottland normandiska. De första sammankomsterna i Skottlands parlament inföll också under denna tid.

### Det skotska självständighetskriget

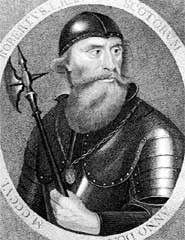
Robert Bruce, Skottlands befriare

Skottlands kris startade med att den mycket unga Margareta av Skottland, den norska jungfrun, dog under överfarten från Norge till Skottland. Hon var den sista direkta arvtagaren till kung Alexander III av Skottland. Den skotska adeln inbjöd då den engelske kungen att avgöra mellan rivaliserande krav på att ärva den skotska tronen. Kung Edvard I av England insatte istället John Balliol som lydkung och utövade direkt kontroll över Skottland. Men skottarna motsatte sig att bli satta under engelskt styre. Motståndet leddes först av William Wallace och Andrew Moray, som stödde John Balliol när denne satt i engelsk fångenskap. Mot all odds slog dessa två härförare engelsmännen i slaget vid Stirling Bridge 1297. Den legendariske Robert Bruce, som blev krönt som Robert I den 25 mars 1306, vann en avgörande seger över engelsmännen i slaget vid Bannockburn 23 och 24 juni 1314. Men kriget blossade upp igen i det andra frihetskriget från 1332 till 1357, då Edward Balliol trots aktivt stöd från England misslyckades med att vinna tillbaka tronen från Bruce-familjens arvingar. Med uppkomsten av Stewart-dynastin på 1370-talet började situationen i Skottland åter att stabiliseras.
Under slutet av högmedeltiden började Skottland delas upp i två kulturella områden, det huvudsakligen skotsk-talande låglandet och det huvudsakligen gäeliska-talande höglandet tillsammans med det sydliga Galloway. Historiskt sett har låglandet från Edinburgh och söderut varit närmare den europeiska kulturen, till skillnad från klan-systemet i de nordliga regionerna, som där blev dominerande fram till personalunionen mellan Skottland och England som uppkom 1707.

### Auldalliansen och reformationen
Under John Balliol ingick Skottland en ömsesidig försvarsallians 1295 med Filip IV av Frankrike och mot Kungariket England. Alliansen innebar att om Frankrike eller Skottland attackerades av England, så skulle det andra landet invadera engelsk mark. Alliansen – som så småningom kom att kallas Auldalliansen i betydelsen den gamla eller äldre alliansen – fick stor betydelse för båda länderna.
Under 1520-talet inleds reformationen i Skottland, och protestantiska predikanter uppstår. Den mest framträdande av dem är John Knox, som under 1550-talet håller framgångsrika predikoserier på många platser i Skottland. Protestantiska adelsmän kallade Lords of the Congregation tar till vapen för att tvinga fram en frikoppling från Frankrike och det katolska inflytandet. I juli 1559 intar de Edinburgh och 1560 upprättas det så kallade Edinburghfördraget som är tänkt att upplösa Auldalliansen.
Avtalet innebär att reformationen går in i en ny fas, och 1560 bryter Skotska kyrkan bröt med påven. Kyrkan i Skottland utvecklas därefter i en presbyteriansk och kalvinistisk inriktning, där kyrkan styrs på lokal nivå genom präster och lekmän. I kontrast med den engelska reformationen som ledde till prästerna tvingades svära trohetsed till kungen som Engelska kyrkans överhuvud, erkände den Skotska kyrkan inget annat överhuvud än Kristus själv. Biskoparna avskaffades också, och när kung Jakob VI av Skottland under 1580-talet försökte återta kontrollen över kyrkan och återinföra biskopsstyre tvingades han vika sig för folkviljan.

### Union med England
Maktförhållandena skiftade återigen 1603, när Kungariket Skottland och Kungariket England förenades i en personalunion genom att Jakob VI efterträdde sin släkting drottning Elisabeth I av England som regent över Kungariket England och Kungariket Irland. Jakob VI – med det engelska kunganamnet Jakob I – lyckades nu med stöd från England både återinföra och utöka antalet skotska biskopar.
Både Jakob och hans son – Karl I av Skottland och England – hävdade gudomlig rätt att regera och försökte begränsa parlamentens och kyrkans inflytande. Men när Karl försökte stärka sin makt över kyrkan genom att ersätta John Knox kyrkoordning Book of Discipline och införa den engelska Allmänna bönboken ledde det på nytt till motstånd från folket. De så kallade biskopskrigen 1639 och 1645 utgjorde inledningen till ett flertal väpnade konflikter, som i England mynnade ut i Engelska inbördeskriget. Under 1653–1659 styrdes Skottland tillsammans med England och Irland som en republik, vanligen kallad Protektoratet.
Kungamakten återupprättades vid Restaurationen 1660, och Karl II blev ny kung av Skottland, England och Irland. Länderna var fortsatt självständiga från varandra, och det skulle dröja ända till 1707 innan Skottlands respektive Englands parlament antog de så kallade unionsakterna (1707) som sammanförde Skottland och England till en realunion, som det nya förenade Kungariket Storbritannien. Samtidigt upplöstes Skottlands och Englands parlament, och ersattes av Kungariket Storbritanniens parlament i London.
Även om begreppet förenade kungariket användes under perioden, var det formellt först genom unionsakterna (1800) som Kungariket Storbritannien och Kungariket Irland gick samma, och bildade Förenade kungariket Storbritannien och Irland.

### Den moderna perioden

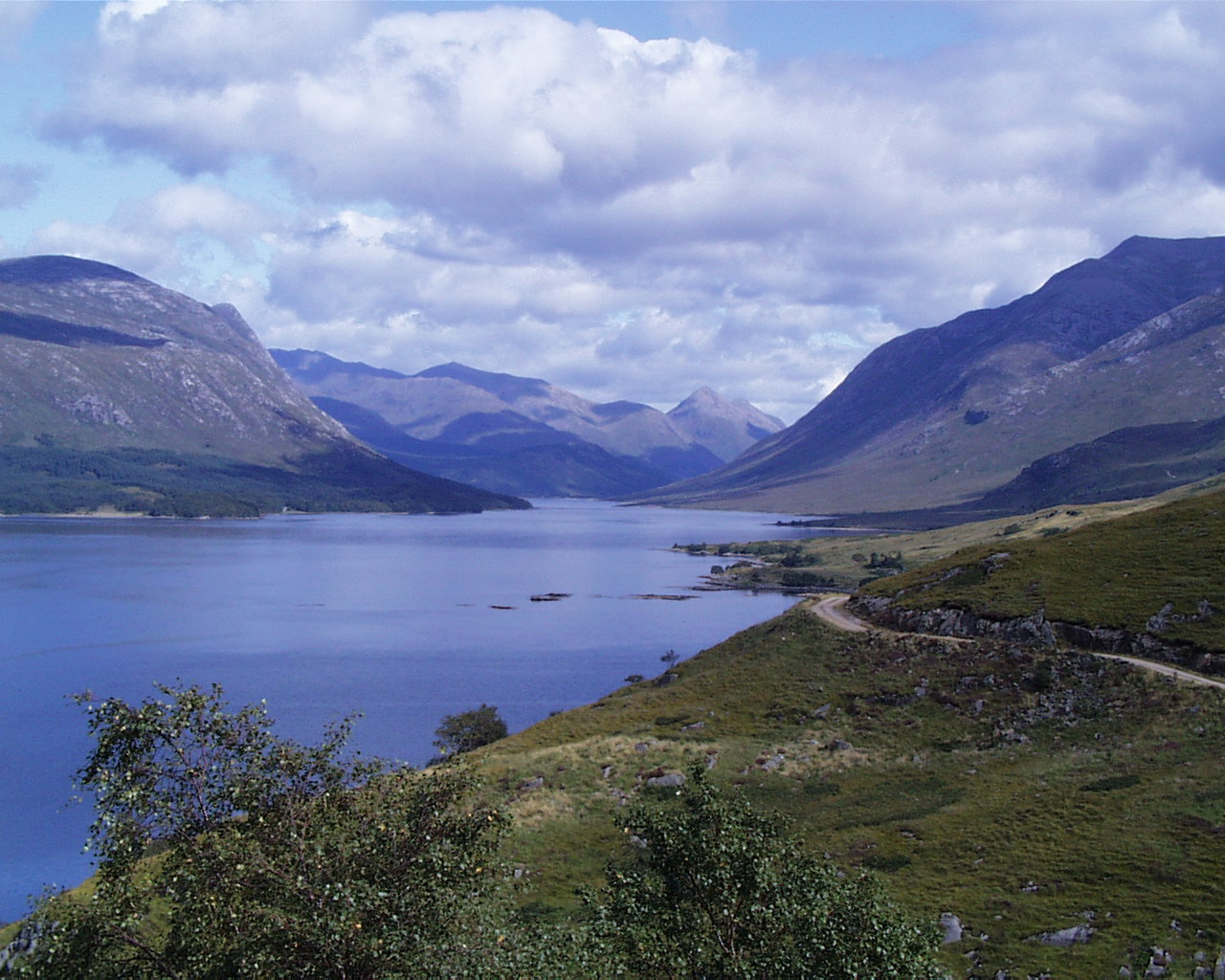
Skotskt landskap; Loch Etive från Sron nam Feannag.

I kölvattnet av den skotska upplysningstiden och den industriella revolutionen blev Skottland ett kommersiellt, intellektuellt och industriellt maktcentrum i Europa. Paradoxalt med tanke på den nationella och kulturella blomstringen rådde samtidigt en djup fattigdom som kulminerade med de brutala tvångsförflyttningarna av skotska högländare på 1800-talet, då småfolkets bostäder blev nedbrända, svält och nöd bredde ut sig och en stor andel av Skottlands befolkning tvingades att utvandra för att ge plats åt betesmark för de rikas boskap.
I perioden närmast efter andra världskriget resulterade den industriella nedgången i nöd och arbetslöshet. Men de senaste decennierna har Skottland sett en kulturell och ekonomisk renässans som stärkts av förbättrad ekonomi, framväxandet av elektronikindustrier och utvinning av råolja och naturgas i Nordsjön. År 1945 fick det Skotska nationalistpartiets första medlem i parlamentet visst stöd för idén om skotsk självständighet. Denna tanke fick sedan allt starkare stöd. Men 1979 röstade en majoritet av skottarna nej till en egen folkvald församling med säte i Edinburgh. Den konservativa statsministern Margaret Thatcher hade däremot svårt att samarbeta med skottarna. Den konservativa regeringens skattepolitik mötte hårt motstånd från skottarna. Detta ledde åter igen till krav på skotskt självstyre.
Regeringsmakten över Skottland blev delegerad från det Brittiska parlamentet till Skottlands parlament genom Skottlandslagen från 1998. Det skotska parlamentet, som etablerades 1999, har den lagstiftande och verkställande makten. Den verkställande makten utövas av en exekutivkommitté (Scottish Executive) som leds av en premiärminister.
I folkomröstningen om skotsk självständighet 2014, framdriven av Skotska nationalistpartiet, avslogs förslaget om skotsk självständighet, med 55,3 procent nejröster. Större delen av Skottlands valdistrikt röstade för att stanna i Storbritannien, med undantag för Glasgows storstadsområde och Dundee där en svag ja-majoritet uppnåddes.

## Geografi
Skottland ligger norr om England och dess fastland upptar en tredjedel av ön Storbritanniens yta. Skottlands längsta sträckning från norr till söder är 443 kilometer. Landets längsta sträckning från öst till väst är 248 kilometer. 790 omgivande öar och ögrupper hör också till Skottland. Ön Irland finns bara 30 kilometer från Skottland, separerade av Nordkanalen. Landets enda landgräns löper mot England. Åt öst omges landet av Atlanten och mot östkusten finns Nordsjön. Skottlands högsta punkt är Ben Nevis och landets längsta flod är Tayfloden.
Landets topografi är påverkat av Höglandsförkastningen. Den delar landet i två stycken olika landskapsformer - höglandet i norr och väst och låglandet i söder och öst. I höglandet finns landets mer bergiga yta, däribland Ben Nevis - landets högsta topp. Det plattare låglandet är hem till den största delen av landets befolkning, särskilt området mellan Firth of Clyde och Firth of Forth.
Skottland har gott om naturresurser, som kol, järn och zink, som bidrog mycket till den industriella framväxten i landet under 1800- och 1900-talet.

## Politik och styre
I och med bildandet av Kungariket Storbritannien 1707 avskaffades Skottlands parlamentet, och landet löd direkt under det gemensamma parlamentet och regeringen i London. Samtidigt bestod en skotsk särart i samhällssystemet under nästan 300 år, med en egen politisk kultur, skotsk rätt som ett eget rättssystem, ett eget utbildningssystem och Skotska kyrkan som en självständig statskyrka.
Under andra halvan av 1900-talet inleddes en överföring av politiskt inflytande till Skottland, genom de politiska reformer som benämns Home Rule eller Devolution. Efter en folkomröstning inrättades Skotska parlamentet 1999.
Parlamentet har 129 ledamöter, som väljs dels genom personval i 73 enmansvalkretsar och dels proportionella val av totalt 56 ledamöter i 8 regionala flermansvalkretsar. Parlamentet har lagstiftningsrätt inom bland annat brottsbekämpning, kriminalvård, näringsliv, utbildning, sjukvård, transporter, kommuner, jordbruk, fiske,  miljö, turism, kultur och sport. Storbritanniens parlament fortsätter att ha makt över bland annat konstitutionella frågor, medborgarskap, försvar, utrikes relationer, makroekonomi och migrationsfrågor.
Det skotska parlamentsvalet 2007 var en seger för Scottish National Party, SNP, som blev största parti med 47 mandat, tätt följt av Labour med 46 mandat. Skotska konservativa partiet fick 17 och liberaldemokraterna fick 16 mandat. Valet anses ha brutit Labours dominans efter över 50 år som Skottlands största parti.
SNP har sedan ingått i samtliga skotska regeringar, i koalition, minoritet eller majoritet. Partiet definierar sig som ett socialdemokratiskt proeuropeiskt parti, med självständighet för Skottland som sin största profil- och identitetsfråga. Partiet lyckades genomföra en folkomröstning om skotsk självständighet 2014.

### Folkomröstning om självständighet 2014
Den 18 september 2014 hölls en allmän folkomröstning i Skottland, om huruvida Skottland fortfarande ska utgöra del av Storbritannien eller bli en självständig nation. Resultatet blev 55,3 % för att stanna i Storbritannien, men omröstningen väntas ändå leda till politiska reformer i Skottland och i övriga Storbritannien för ökat regionalt självstyre, sedan bland andra premiärministern David Cameron före och efter folkomröstningen meddelat att reformer i denna riktning ska utredas.

### Administrativ indelning

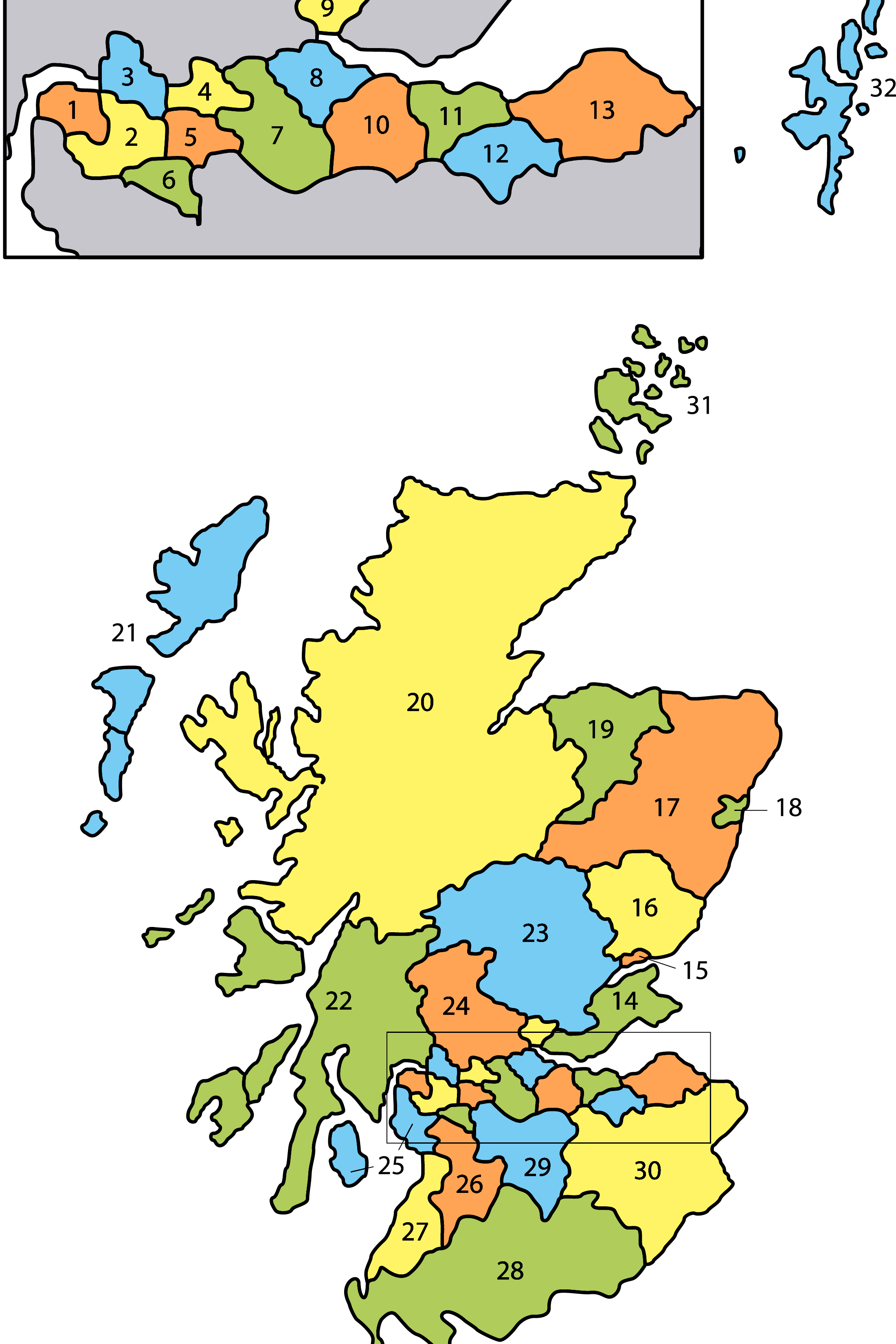
Skottlands grevskap 1890–1975.

Den lokala förvaltningsstrukturen i Skottland var i princip oförändrad från 800-talet fram till 1975 då de tidigare begreppen stad/köping (skotska: burgh) och grevskap avskaffades och ersattes med en ny indelning i nio regioner på fastlandet, var för sig indelad i distrikt, samt tre öregioner utan distriktsindelning. Detta system varade dock endast till 1996 och idag har Skottland en förvaltningsnivå med 32 kommuner (engelska council areas).

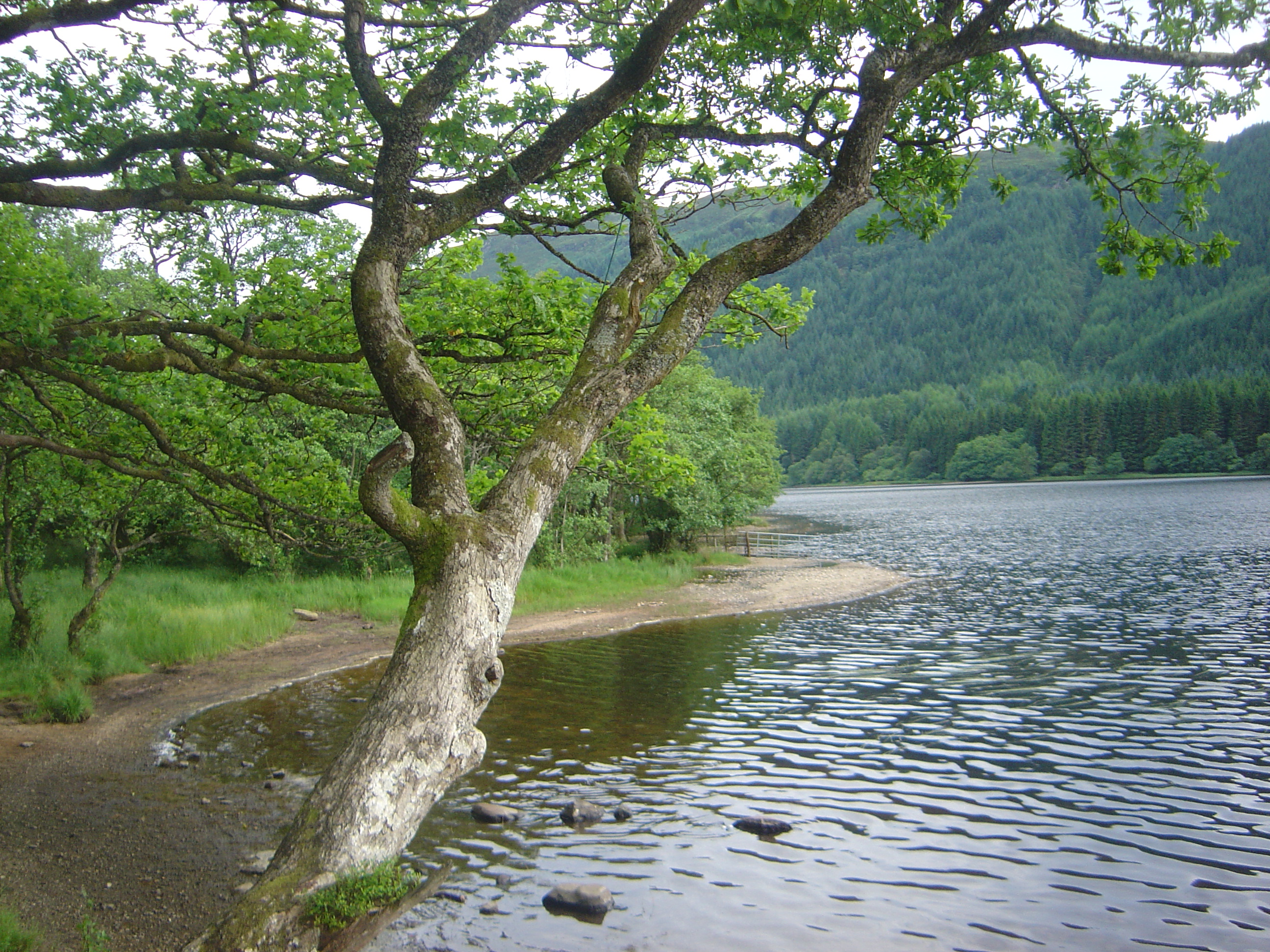
Trossachs, Stirlings kommun.

| Skottlands grevskap till 1890 | Skottlands grevskap till 1890 | Skottlands grevskap till 1890 |
| --- | --- | ----------------------------- |
| 1. Caithness 2. Sutherland 3. Ross-shire 4. Cromartyshire 5. Inverness-shire 6. Nairnshire 7. Morayshire 8. Banffshire 9. Aberdeenshire 10. Kincardineshire 11. Angus 12. Perthshire 13. Argyll 14. Bute 15. Ayrshire 16. Renfrewshire 17. Dumbartonshire 18. Stirlingshire | 1. Clackmannanshire 2. Kinross-shire 3. Fife 4. West Lothian (Linlithgowshire) 5. Midlothian (Edinburghshire) 6. East Lothian (Haddingtonshire) 7. Berwickshire 8. Roxburghshire 9. Dumfriesshire 10. Kirkcudbrightshire 11. Wigtownshire 12. Lanarkshire 13. Selkirkshire 14. Peeblesshire Utanför kartan: Zetland (Shetland) Orkney |                               |

## Ekonomi och transporter
Skottlands huvudstad Edinburgh är Europas sjunde största finanscentrum [källa behövs]. Landet är en av Europas största turistdestinationer. Servicesektorn i sin helhet står för en majoritet av sysselsättningen.
Energisektorn är även den omfattande, med en stor andel av BNP%, större än för något annat industriland. Skottland är Västeuropas näst största oljeproducent (efter Norge).
Jordbruket och fisket står för en viktig del av BNP och sysselsättningen inom vissa regioner (till exempel nordöstra Skottland, runt omkring Aberdeen). Whisky är viktigt i vissa områden.
Skottlands viktigaste privata företag, rankad via en kombination av omsättning och vinst (2002). Källa: Scottish Business Insider.
| Ranking | Företag                                                      | Omsättning (2002) (GBP miljarder) | Antalet anställda (2002) |
| ------- | ------------------------------------------------------------ | --------------------------------- | ------------------------ |
| 1.      | Royal Bank of Scotland (finans)                              | 16,815                            | 113 500                  |
| 2.      | Standard Life (finans)                                       | 15,010                            | 14 222                   |
| 3.      | Halifax Bank of Scotland (finans)                            | 7,546                             | 63 982                   |
| 4.      | Scottish Power (energi, vatten, telekom, m.m.)               | 5,273                             | 13 825                   |
| 5.      | Scottish Widows (finans)                                     | 4,456                             | 4 500                    |
| 6.      | Scottish and Southern Energy (energi, vatten, telekom, m.m.) | 4,065                             | 9 474                    |
| 7.      | Scottish and Newcastle (bryggerier)                          | 4,535                             | 49 645                   |
| 8.      | Abbey Scotland (finans)                                      | 2,380                             | 3 330                    |
| 9.      | Aegon UK (finans)                                            | 4,158                             | 5 044                    |
| 10.     | Talisman Energy UK (olja och naturgas)                       | 1,156                             | 179                      |
| 11.     | FirstGroup (transport)                                       | 2,291                             | 57 119                   |
| 12.     | Kerr-McGee GB (olja och naturgas)                            | 0,614                             | 184                      |

### Kommunikationer
Skottland har ett välutbyggt järnvägsnät. Det går flera snabbtåg från Glasgow och Edinburgh till bland annat London och denna trafik är mycket viktig.
I Skottland finns också ett nät med motorvägar som når ut till olika delar av landet. Men den viktigaste motorvägen är M74 som går till England.

## Demografi
Tabell över alla tätorter med mer än 50 000 invånare.
| Rang | Tätort                | Kommun            | Invånare tätorten ( 2005) | Storstadsregion | Invånare storstadsregionen (2005) |
| ---- | --------------------- | ----------------- | ------------------------- | --------------- | --------------------------------- |
| 1.   | Glasgow               | Glasgow           | 610 268                   | Storglasgow     | 1 644 296                         |
| 2.   | Edinburgh (huvudstad) | Edinburgh         | 435 791                   | Storedinburgh   | 696 625                           |
| 3.   | Aberdeen              | Aberdeen          | 183 790                   | -               | -                                 |
| 4.   | Dundee                | Dundee            | 151 592                   | -               | -                                 |
| 5.   | East Kilbride         | South Lanarkshire | 74 231                    | -               | -                                 |
| 6.   | Paisley               | Renfrewshire      | 73 074                    | -               | -                                 |
| 7.   | Inverness             | Highland          | ca 55 000                 | -               | -                                 |
| 8.   | Livingston            | West Lothian      | 53 798                    | -               | -                                 |

### Språk
Nästan alla talar engelska, 30 procent talar lågskotska och runt två procent har skotsk gaeliska som vardagsspråk. Alla tre har officiell status.

## Kultur och samhälle

### Massmedier
Edinburgh var en gång ett centrum i den brittiska tidningsindustrin. Början och mitten av 1900-talet blev dock en nedgång för den skotska tidningsutgivningen, särskilt efter andra världskriget då många tidningar flyttade till London. Först på 1970-talet blev det en liten uppgång igen. The Daily Record och The Scottish Sun är de nyhetstidningar som idag har de största upplagorna i Skottland. The Herald och The Scotsman är ett par andra stora tidningar.
BBC producerar skotska nyheter och andra program för TV och radio, varav en del sändningar på skotsk gaeliska.

### Sport
Sport är en viktig del av skotsk kultur. I de flesta sporter tävlar man gemensamt under Storbritanniens flagga, men i rugby, fotboll, curling och cricket har man egna landslag.

#### Fotboll
Fotboll är nationalsporten. Scottish Football Association (Skottlands fotbollsförbund) är det näst äldsta förbundet i världen. Scottish Cup är den äldsta nationella cupturneringen i världen. Skotsk klubbfotboll har haft internationella framgångar. 1967 vann Celtic FC mästarcupen (föregångaren till Champions League). Rangers FC vann Uefa Europa League 1972 och Aberdeen FC Cupvinnarcupen 1983. Aberdeen FC vann också super-cupen 1983.
I Skottland finns historiska dokument som berättar om ett spel som liknar fotboll redan på 1400-talet.

#### Golf
Golfen är stor i landet och en av världens mest berömda banor ligger här, St Andrews. Andra kända banor är Carnoustie, Gleneagles, Muirfield och Royal Troon. Golf har spelats i Skottland ända sedan 1754, när de första golfreglerna skrevs ner i samband med att världens första golfklubb grundades.

#### Curling
Curling är den största vintersporten i Skottland och återfinns i världseliten både med herr- och damlaget.

#### Rugby
Rugby är en stor sport i Skottland, men landslaget har haft det svårt internationellt; bästa resultatet nåddes 1991, då man blev fyra i VM. Under de årliga träningsmatcherna är det England som är ärkerivalerna. Det ligger mycket prestige i matcherna. Sedan 1990, då traditionen började, har Skottland bara vunnit fem gånger. Senaste vinsten var 2008, då man vann hemma med 15-9. Senaste bortavinsten var 1983. Nationalarenan kallas Murrayfield och ligger i Edinburgh.

#### Cricket
Cricketlandslaget spelade VM 1999 och 2007, men åkte ut efter första omgången. I European Cricket Championship nådde man final 2002, 2006 och 2008, men förlorade varje gång.

### Skotska världsarv
Skottland har fem världsarv: Edinburgh, St. Kilda, Skara Brae, Maeshowe och New Lanark.